# Agave parviflora
Агава парвіфлора (Agave parviflora, Torr.; місцеві назви: англ. Small-flower agave — маленькоквіткова агава, ісп. Maguey sóbari) — сукулентна рослина роду агава (Agave) підродини агавових (Agavoideae).

## Підвиди

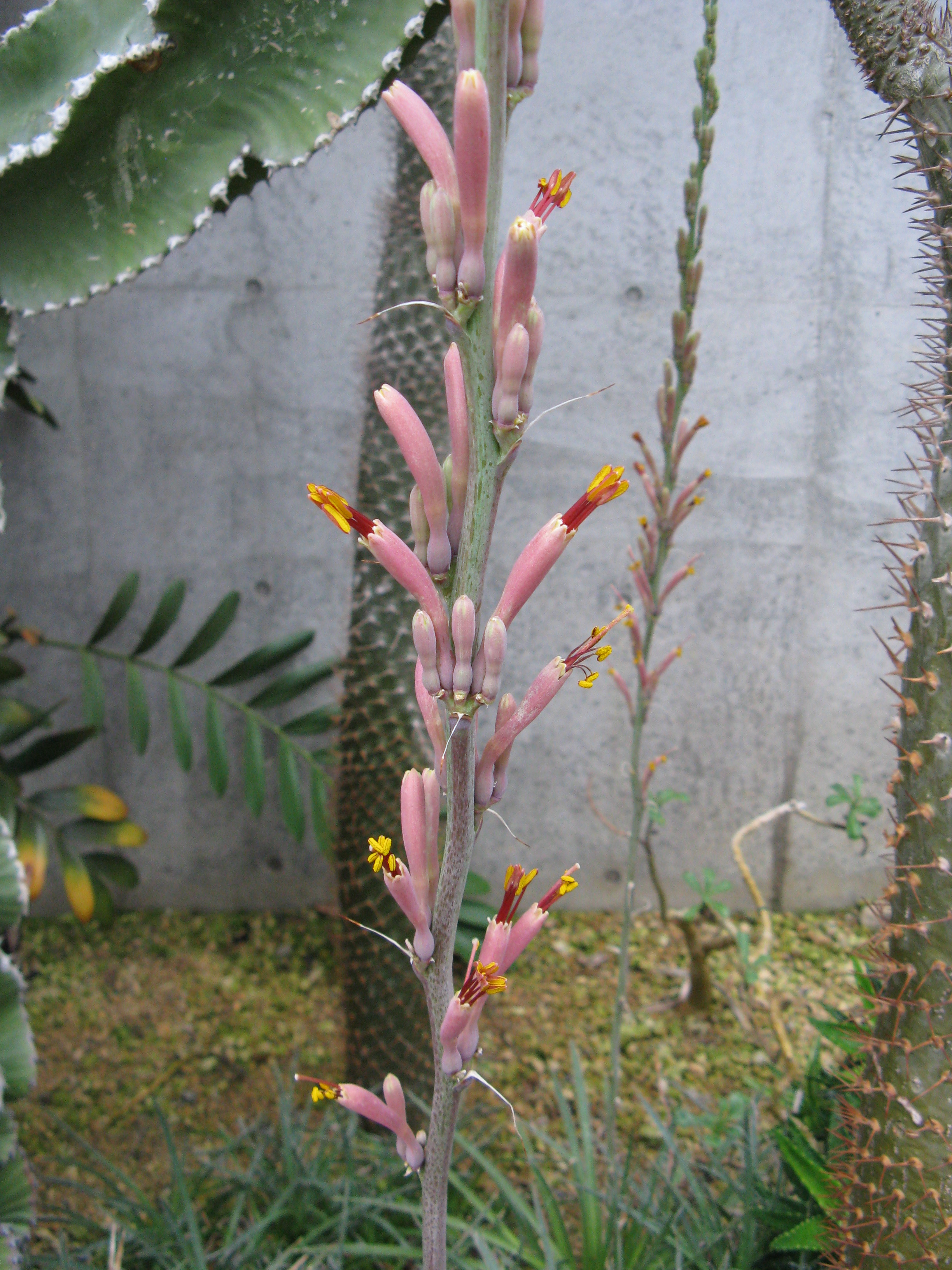
Квіти Agave parviflora

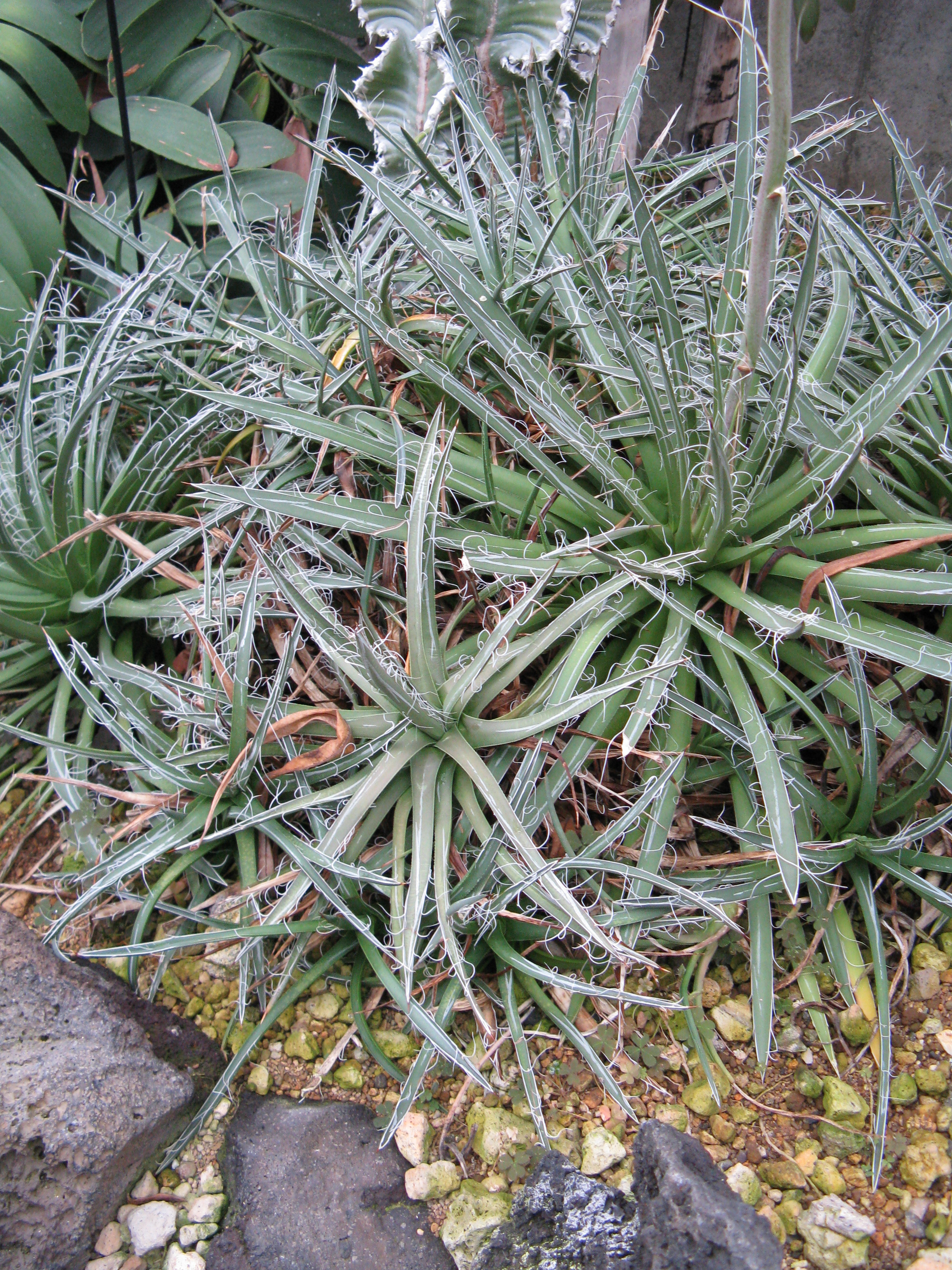
Agave parviflora в саду квітів префектури Осака, Японія

- Agave parviflora subsp. flexiflora
- Agave parviflora subsp. parviflora (синонім: Agave hartmanii)

## Морфологічні ознаки
Невелика кущевидна рослина з сильно укороченим стеблом і прикореневою розеткою діаметром 15-25 см. Подовжено-лінійні черепичасто розташовані листя досягають довжини 6-10 см і завширшки близько 1 см. Темно-зелена поверхня листя окреслена білими смужками з відокремлюючимися нитками, на кінці листа — зеленувато-коричневий шип. З центру розетки виростає пряме волотисте суцвіття заввишки 1-1,5 м з дрібними трубчастими квітками блідо-жовтого кольору. Розетки, як і у майже всіх агавових, монокарпічні — цвітуть і приносять плоди лише одного разу, після чого відмирають.

## Місце зростання
Північна Мексика (штати Сонора і Чіуауа) і південний захід США (штати Колорадо й Аризона).

## Догляд
Як доволі мініатюрна рослина, цей вид в найбільшій мірі підходить для горщечкової культури. Йому потрібне сонячне місце, піщаний ґрунт і добрий дренаж. У період вегетації — рясний полив, а в зимовий час — сухе утримання.

## Розмноження
Розмножується насінням або прикореневими пагонами у весняно-літній період.

## Охоронний статус
Agave parviflora внесена до Додатку ІІ Конвенції про міжнародну торгівлю дикими видами фауни і флори, що знаходяться під загрозою зникнення (CITES).